# 沙嗲牛肉粉絲煲
沙嗲牛肉粉絲煲（英語：Satay Beef Vermicelli Pot）是一道香港煲仔菜，將中國的粉絲和南洋的沙嗲結合，成為大牌檔及茶餐廳的特色晚飯小菜，其特點是具有東南亞沙嗲菜式的濃郁，粉絲吸收了沙嗲和牛肉的湯汁後也變得香濃可口，由於煲仔菜是熱騰騰上桌，所以沙嗲牛肉粉絲煲在氣溫較低的冬天很受歡迎，常佐以白飯食用。食材除了牛肉和粉絲外，也可加入金菇、菜椒及大蔥等，使份量和味道更豐富，亦有使用即食麵代替粉絲的做法，成為一道煲仔麵。隨著素食的流行，也有使用素牛肉的做法。除此之外，香港亦有使用沙茶醬取代沙嗲醬的做法，並且加入豆卜和芫荽，成為「沙茶牛肉粉絲煲」。

## 做法
先準備食材，把牛肉切成薄片，蒜、薑及洋蔥也切片，粉絲用開水稍為浸軟。將牛肉片下鍋用油略炒至半熟後撈起備用，然後炒香切片的蒜、薑、洋蔥，再加入沙嗲醬，將佐料和沙嗲醬炒香，期間可注入小量清水或雞湯避免炒燶，然後加入所需的雞湯，亦可注入清水避免雞湯太鹹，蓋上鍋蓋煮滾，再放入粉絲，可以加糖及鹽調味，再將之前炒過的牛肉片放回鍋內同煮，最後加入蔥段。

## 健康問題
粉絲的主要成份含有大量澱粉質，熱量不低，雖然質地柔軟，但不易消化，粉絲本身沒有甚麼味道，但在烹調時會吸收湯汁，吸收湯汁後會變得美味，不過因為會同時沾上湯汁中的油和鹽，所以不宜進食過量。